# کرشنباخ
کرشنباخ (به آلمانی: Kerschenbach) یک شهر در آلمان است که در فولکانایفل واقع شده‌است. کرشنباخ ۱۸۵ نفر جمعیت دارد.